# 大赫盧沙
大赫盧沙（羅馬化：Velyka Hlusha）是烏克蘭西部沃倫州卡明-卡希尔斯基区卡明-卡希尔斯基市镇的村落。始建於1537年，面積4.98平方公里，海拔高度147米，2001年人口1,877，人口密度每平方公里377.3人。